# Copa Juan Pinto Duran 1965
Copa Juan Pinto Duran 1965 – druga edycja turnieju towarzyskiego o Puchar Juana Pinto Durana między reprezentacjami Urugwaju i Chile rozegrano w 1965 roku.

## Mecze
| 9 maja Santiago |  | Chile | 0 | - | 0 | Urugwaj |

| 16 maja Montevideo |  | Urugwaj | 1 | - | 1 | Chile |

## Końcowa tabela
| M | Reprezentacja | L.m. | Zw. | Rem. | Por. | Bramki | R.br. | Pkt |
| 1 | Chile         | 2    | 0   | 2    | 0    | 1:1    | 0     | 2   |
| 1 | Urugwaj       | 2    | 0   | 2    | 0    | 1:1    | 0     | 2   |

Triumfatorem turnieju Copa Juan Pinto Duran 1965 zostały zespoły: Chile i Urugwaju.